# Sayoko Mita

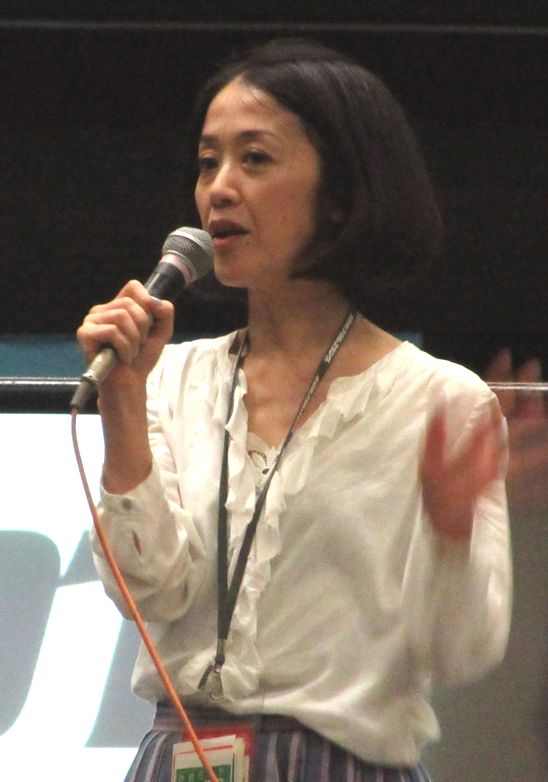
Sayoko Mita, Mai 2016

Sayoko Mita (japanisch 三田 佐代子, Mita Sayoko; * 5. August 1969 in Odawara, Präfektur Kanagawa) ist eine japanische Sportjournalistin und Fernsehansagerin.

## Werdegang
Mita absolvierte die Fakultät für Rechtswissenschaften an der Keiō-Universität und trat 1992 als Ansagerin bei TV Shizuoka auf. Sie trat 1996 zurück und arbeitete als Mitglied der Talentagentur Furutachi Project in verschiedenen Sportmedien, spezialisiert auf Puroresu (Prowrestling).
Mita ist als Ansagerin eine herausragende Figur von Puroresu-Sendungen wie Fighting TV Samurai des S Arena (japanisch Sアリーナ) Tagesprogramms sowie Produzentin und Gastgeberin für das wöchentliche Programm Indie no Oshigoto, das sich auf die unabhängige Wrestling-Promotions konzentriert. Indie no Oshigoto wird von dem Puppencharakter Carlos, dem mexikanischen Maulwurf gehostet (Puroresu-Journalist und Kokommentator Hirotsugu Suyama).